# Guilvinec
Guilvinec település Franciaországban, Finistère megyében. Lakosainak száma 2677 fő (2022. január 1.). Guilvinec Penmarch, Plomeur és Treffiagat községekkel határos.

## Népesség
A település népességének változása:
| Lakosok száma | 5012 | 4091 | 3365 | 3033 | 2860 | 2704 | 2658 | 2681 | 2693 | 2677 |
|               | 1968 | 1982 | 1990 | 2006 | 2013 | 2015 | 2017 | 2019 | 2020 | 2022 |